# Forthbron (järnvägsbro)
Forthbron, (engelska Forth Bridge eller Forth Rail Bridge) är en järnvägsbro över Firth of Forth i Skottland, väster om Edinburgh, byggd 1883-1890. Bron var ett av de största broprojekten på den tiden och höll världsrekordet för brospännvidd i 40 år. Den blev 2015 upptagen på Unescos världsarvslista..

## Historik
Ursprungligen föreslogs och accepterades en bro av typen hängbro, designad av Sir Thomas Bouch, och bygget hann påbörjas med läggning av några fundamentstenar. Arbetet stoppades dock snart efter att ett av hans andra projekt, Taybron, havererade i december 1879. Utredningen efter katastrofen visade på många brister, bland annat att detaljer av gjutjärn använts på ett olämpligt sätt vilket gjorde bron underdimensionerad för horisontella vindlaster. Detta gjorde att bron efter mer än ett års drift havererade under en kraftig storm som belastade bron med stora sidokrafter.
Bouch avled 1880, mindre än ett år efter katastrofen med Tay-bron. Forth-projektet överlämnades därefter till Sir John Fowler och Sir Benjamin Baker, vars konstruktion uppfördes av Sir William Arrol & Co mellan 1883 och 1890. Under byggtiden skadades 450 arbetare och 98 omkom.
Bron byggdes helt i stål och blev den första brittiska stålbron, och även den första byggnadskonstruktionen av stål i Storbritannien. Stål i så stora mängder blev praktiskt tillgängligt först efter uppfinnandet av bessemermetoden 1855, men det "nya" stålet hade stora variationer i kvalitet och styrka. Detta medförde att det brittiska handelsdepartementet fram till 1877 hade begränsningar av användningen av stål i byggnationer. Först med den så kallade Martinprocessen som utvecklades 1875 kunde stål produceras med tillräckligt hög och jämn kvalitet. Stål till byggnationen framställdes av två stålverk i Skottland och ett i Wales. Det gick åt 55 000 ton stål, 18 122 m³ granit och över 8 miljoner nitar.
The Forth Bridge Railway Company ansvarade för bygget av bron. Bolaget ägdes av North British Railway (30%), Midland Railway (32.5%), North Eastern Railway (18,75%) och Great Northern Railway (18,75%). Inga förändringar av ägarskapet skedde så efter sammanslagningarna på 1920-talet ägdes broföretaget av London, Midland and Scottish Railway (30%) och London and North Eastern Railway (70%).

## Konstruktion
Bron anses även idag vara ett ingenjörsunderverk. Längden är 2 528 meter och dubbelspåren går 46 meter över vattenytan vid högvatten. Den består av två 520 meter långa huvudspann, två 206 meter långa sidospann, 15 tillfartsspann på 51 meter och fem på 7,6 meter.

## Invigning
Bron öppnades den 4 mars 1890 av prinsen av Wales, senare kung Edvard VII, som slog in den sista niten som var guldfärgad och hade en passande inskription.

## Trafik

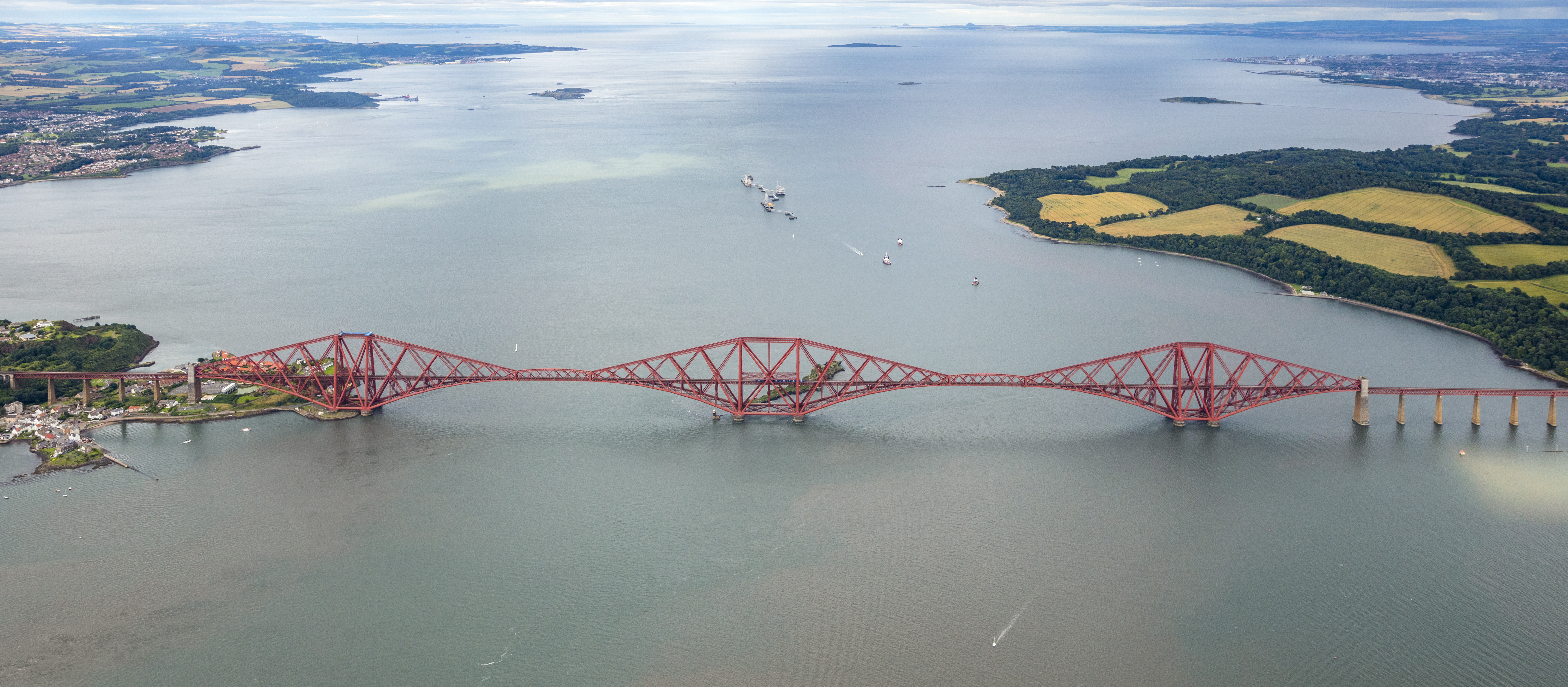
Vy av Forthbron

Hastighetsbegränsningen på bron är 80 km/tim för passagerartåg och 32 km/tim för godståg. Maximala vikten för ett tåg är 1 422 ton. Upp till 200 tåg passerar dagligen.

## Mynt och sedlar
Bron finns avbildad på brittiska enpundsmynt från 2004 och 20-pundssedlar utgivna av Bank of Scotland.

## Övrigt
Bron finns även i spelet Grand Theft Auto: San Andreas.